# Tylophora schmidtii
Tylophora schmidtii är en oleanderväxtart som beskrevs av Rudolf Schlechter. Tylophora schmidtii ingår i släktet Tylophora och familjen oleanderväxter. Inga underarter finns listade i Catalogue of Life.